# Bataille de Bama (2014)
Pour les articles homonymes, voir Bataille de Bama.
Insurrection de Boko Haram
La bataille de Bama a lieu les 1er et 2 septembre 2014 pendant l'insurrection de Boko Haram.

## Déroulement
Le 1er septembre 2014, à l'aube, les djihadistes de Boko Haram attaquent la ville de Bama, dans l'État de Borno, peuplée d'environ 270 000 habitants,.
L'armée nigériane défend la ville, elle aurait initialement eu l'avantage mais l'intervention d'un avion aurait fait basculer la situation. Ce dernier aurait bombardé par erreur la caserne, toujours tenue par les militaires. Celle-ci est détruite et les militaires se replient en abandonnant le terrain aux rebelles arrivés à bord de blindés, de camions et de camionnettes,. 
De nombreux civils prennent la fuite pendant les combats pour se réfugier à Maiduguri, la capitale de l'État de Borno. Ces derniers affirment à l'AFP que l'armée a été vaincue, qu'elle a totalement abandonné la ville et que 400 soldats ont pris la fuite avec eux. L'armée nigériane dément et affirme avoir repoussé l'attaque.
Des responsables militaires du Nigeria affirment de leur côté que 70 insurgés ont été tués.
Le 3 septembre, Ahmed Zana, sénateur de l'État de Borno confirme que Bama est tombée, et ce malgré la défense d'un millier de soldats qui n'ont résisté que cinq heures aux djihadistes. Après la prise de la ville, ces derniers commettent des massacres contre des civils : 

« Bama est toujours contrôlé par Boko Haram, et les insurgés continuent d'abattre des civils en nombre. Tous les jeunes sont pris en chasse. Les insurgés autorisent les femmes à fuir si elles le souhaitent, mais tous les hommes qui restent sont pris en chasse, et tués. Personne n'a le temps ni le courage de rester et de compter les morts, mais ceux qui ont pu fuir me disent que le bilan humain est très lourd. Il n'y a eu aucune résistance de la part de l'armée nigériane, et il n'y a aucun plan de reconquête. Ceux qui disent le contraire mentent, alors qu'on ne doit pas mentir quand des vies sont en jeu. »

## Conséquences
L'attaque de la ville provoque la fuite de 26 000 habitants.
Selon les déclarations d'habitants à l'AFP, les corps de centaines d'hommes tués dans les combats sont laissés à l'abandon dans les rues de la ville, en état de décomposition. Les hommes jeunes sont emprisonnés et ceux plus âgés doivent jurer sur le Coran de ne pas combattre. Ceux qui prêtent serment ont ensuite un doigt enduit d'encre tandis que les patrouilles de Boko Haram interceptent les hommes qui ne portent pas cette marque, lesquels risquent deux ou trois jours de prison et des coups de fouet avant de devoir prêter serment à leur tour. Boko Haram désigne également son propre émir pour la ville, lequel s'installe dans le palais déserté par le chef traditionnel. À court de vivres, de nombreux habitants doivent mendier de la nourriture et des médicaments auprès de l'émir.